# Jan-Erik Enestam

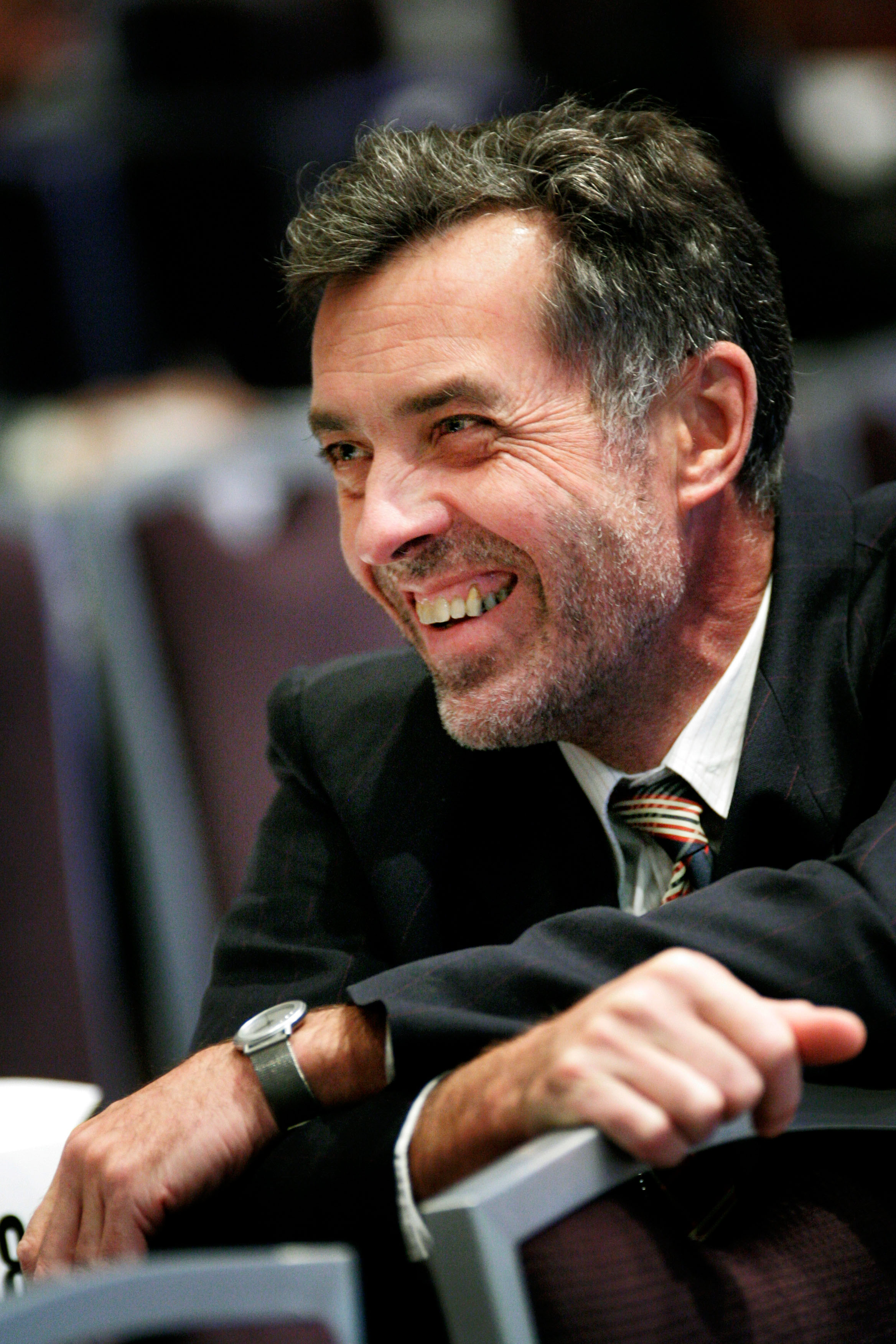
Jan-Erik Enestam (2005)

Jan-Erik Enestam (* 12. März 1947 in Västanfjärd, heute: Kimitoön) ist ein ehemaliger finnischer Politiker, der unter anderem 1995 sowie erneut von 1999 bis 2003 Verteidigungsminister und von 1995 bis 1999 Innenminister war. Des Weiteren war er zwischen 1998 und 2006 Vorsitzender der Schwedischen Volkspartei (Svenska folkpartiet, SFP), von 2003 bis 2006 Umweltminister war. Ferner fungierte er von 2007 bis 2013 als Generalsekretär des Nordischen Rates.

## Leben

### Studium, Regierungsbeamter und Abgeordneter
Jan-Erik Enestam, Sohn von Bengt Enestam und dessen Ehefrau Anita Enestam, absolvierte nach dem Schulbesuch ein Studium der Politikwissenschaften und schloss dieses 1973 mit einem Magister ab. Er war zwischen 1972 und 1974 Forschungsassistent der Provinzverwaltung von Åland sowie 1974 Forschungsassistent der Tourismusbehörde, ehe er von 1974 bis 1978 Büroleiter der Provinzverwaltung von Åland war. Er war in dieser Zeit zugleich von 1974 bis 1977 kommissarischer Assistent für Entwicklungsplanung. Nachdem er von 1978 bis 1983 Gemeindedirektor von Västanfjärd sowie danach von 1983 bis 1991 Projektleiter beim Ministerrat des Nordischen Rates.
Seine politische Laufbahn begann Enestam in der Kommunalpolitik, als er 1989 erstmals Vorsitzender des Gemeinderates von Västanfjärd wurde. Er wurde darüber hinaus am 1. August 1990 Sonderassistent von Verteidigungsministerin Elisabeth Rehn bis zum 31. Mai 1991 Bei der Wahl am 17. März 1991 wurde er für die Schwedische Volkspartei SFP (Svenska folkpartiet) erstmals zum Mitglied des Reichstages (Eduskunta) gewählt und gehörte diesem bis zum 20. März 2007 an. Während seiner Parlamentszugehörigkeit war er unter Mitglied des Finanzausschusses sowie des Verwaltungsausschusses.

### Verteidigungs-, Innen- und Umweltminister sowie Parteivorsitzender
Im Kabinett Aho übernahm Enestam am 2. Januar 1995 erstmals als Ministeramt und löste Elisabeth Rehn als Verteidigungsminister (Puolustusministeri) sowie als Minister im Ministerium für Soziales und Gesundheit ab und bekleidete beide Ämter bis zum 13. April 1995. Im darauf folgenden Kabinett Lipponen I bekleidete er zwischen dem 13. April 1995 und dem 15. April 1999 das Amt als Innenminister (Sisäasiainministeri). Am 14. Juni 1998 wurde er als Nachfolger von Ole Norrback zudem Vorsitzender der Schwedischen Volkspartei SFP (Svenska folkpartiet) und übte diese Funktion fast acht Jahre lang bis zum 11. Juni 2006 aus, woraufhin Stefan Wallin sein Nachfolger wurde. Als solcher war er Spitzenkandidat der SFP bei der Wahl am 21. März 1999, bei der seine Partei 137.330 Stimmen (5,12 Prozent) bekam und ihre zwölf Mandate im Reichstag behaupten konnte. Im anschließend gebildeten Kabinett Lipponen II fungierte er daraufhin zwischen dem 15. April 1999 und dem 17. April 2003 abermals als Verteidigungsminister sowie zugleich als Minister im Außenministerium. Am 24. Oktober 2002 wurde ihm das Großkreuz des Ordens des Infanten Dom Henrique verliehen.
Bei der Wahl am 16. März 2003 war Jan-Erik Enestam erneut Spitzenkandidat der Schwedischen Volkspartei, die dieses Mal 128.824 Stimmen (4,61 Prozent) erhielt sowie drei ihrer zwölf Mandate verlor und somit nur noch mit acht Abgeordneten im Reichstag vertreten war. Die Schwedische Volkspartei trat anschließend auch in das Kabinett Jäätteenmäki ein, in dem Enestam vom 17. April bis zum 24. Juni 2003 Umweltminister (Ympäristöministeri) sowie weiterhin Minister im Außenministerium war. Auch im danach gebildeten Kabinett Vanhanen I war er vom 24. Juni 2003 bis zu seiner Ablösung durch Stefan Wallin am 31. Dezember 2006 weiterhin Umweltminister und auch Minister im Außenministerium.

### Generalsekretär des Nordischen Rates und Familie
Nach seinem Ausscheiden aus Regierung und Reichstag wurde Jan-Erik Enestam im August 2007 Nachfolger der Norwegerin Frida Nokken als Generalsekretär des Nordischen Rates. Auf diesem Posten verblieb er bis zum 31. Dezember 2013, woraufhin die Schwedin Britt Bohlin am 1. Januar 2014 seine dortige Nachfolgerin wurde.
Aus seiner 1970 geschlossenen Ehe mit Solveig Viola Enestam Dahlqvist gingen die drei Kinder Pontus, Petra und Jan-Anton Enestam hervor.